# Ли
Вижте пояснителната страница за други значения на Ли.
Ли е наименование на две китайски единици за измерване на разстояние: първата (на китайски: 市里 или 里, пинин: Lǐ) е за големи разстояния; в древността едно ли (里) е възлизало на 300 или 360 крачки (步, бу), стандартизираната му метрична стойност е 500 m; втората единица (на китайски: 市厘) е за много малки разстояния, нейната стандартизирана метрична стойност възлиза на ⅓ mm. В китайския език тези думи не само се пишат с различни йероглифи, но и се произнасят с различни тонове.
В китайските идиоматични изражения хиляда или десет хиляди ли означава много дълъг път. Съществува древна китайска пословица „Път и от хиляда ли започва от първата крачка.“, също „Могъщият орел (дословно, митологичната птица пен) може да прелети десет хиляди ли.“ Великата китайска стена на китайски се нарича „Стена, дълга десет хиляди ли“.